# نامه دوم به قرنتیان
معلّمان و واعظانی دروغین به کلیسای قُرِنتُس رسوخ کرده بودند که در صداقت پولُس و اقتدار رسالت او تردید کرده، اتهاماتی به او می‌زدند. پولُس در این رساله به دفاع از خود می‌پردازد. او اشتیاق عمیق خود را به حفظ دوستی نشان می‌دهد و شادی خود را از برقراری آشتی بیان می‌دارد.
پولُس در بخش نخست نامه، به بررسی رابطه خود با کلیسای قُرِنتُس می‌پردازد و توضیح می‌دهد که چرا به اهانت مخالفان خود در کلیسا و ادعاهای آنها به‌شدّت پاسخ داده‌است. سپس با شادی بیان می‌کند که لحن تندش به توبه و آشتی انجامیده‌است. پس از آن، از کلیسا می‌خواهد هدیه‌ای سخاوتمندانه برای مسیحیان نیازمند یهودیه آماده کنند. در فصل‌های پایانی، پولُس به دفاع از رسالت خود در برابر اشخاصی می‌پردازد که در قُرِنتُس در لباس رسولان واقعی ظاهر شده بودند. همین‌ها بودند که رسالت پولُس را مورد تردید قرار می‌دادند.
یکی از جنبه‌های مهم این رساله آن است که از لابه‌لای گفته‌های پولُس و دردِدل‌های او، به خصوصیات شخصیت او پی می‌بریم و صداقت و خلوص نیّت او را، چه در زندگی شخصی و چه در خدمت به مسیح، مشاهده می‌کنیم.

## تقسیم‌بندی کلّی
۱ - مقدمه (۱:۱-۱۱)
۲ - پولُس و کلیسای قُرِنتُس (۱:۱۲ تا ۷:۱۶)
۳ - هدیه برا ی مسیحیانِ یهودیه (۸:۱ تا ۹:۱۵)
۴ - دفاع پولُس از اقتدارش به‌عنوان رسول (۱۰:۱ تا ۱۳:۱۰)
۵ - بخش پایانی (۱۳:۱۱-۱۳) 